# Путілін Степан Романович
Степа́н Рома́нович Путі́лін (нар. 1907 — пом. 1975) — знаний шахтар, наваловідбійник шахти № 18 тресту «Сніжнянантрацит». Герой Соціалістичної Праці (1957).

## Життєпис
Народився 1907 року в селі Верхня Мосоловка Усманського повіту Тамбовської губернії Російської імперії (нині — Усманський район Липецької області РФ) в селянській родині.
У 1936 році разом з родиною переїхав на Донбас. Працював наваловідбійником на шахті № 18 тресту «Сніжнянантрацит».
З початком німецько-радянської війни у червні 1941 року мобілізований до війська й направлений у 113-й полк військ НКВС стрільцем. З травня по серпень 1942 року — стрілець 297-го полку внутрішніх військ НКВС, з серпня по грудень 1942 року — стрілець 222-го особливого полку військ НКВС. З грудня 1942 й до кінця війни — стрілець 79-го прикордонного загону НКВС СРСР. Член ВКП(б) з 1945 року. Демобілізований у червні 1946 року.
Після демобілізації повернувся у місто Новий Донбас Сніжнянського району Сталінської області (з 1963 року увійшло до складу міста Сніжне). Працював наваловідбійником дільниці № 4 ордена Леніна шахти № 18 імені Й. В. Сталіна тресту «Сніжнянантрацит».
Особливо відзначився в роки 5-ї п'ятирічки, коли своє п'ятирічне завдання він виконав за 3 роки і 3 місяці. Того ж, 1954, року С. Р. Путілін став ініціатором руху наваловідбійників-п'ятитисячників на своїй шахті № 18.
Вів активну громадську діяльність. Обирався депутатом Сніжнянської районної ради депутатів трудящих.
Помер у січні 1975 року.

## Нагороди і почесні звання
Указом Президії Верховної Ради СРСР від 26 квітня 1957 року «за видатні заслуги, досягнуті в справі розвитку вугільної промисловості в роки п'ятої п'ятирічни та 1956 році», Путіліну Степану Романовичу присвоєне звання Героя Соціалістичної Праці з врученням ордена Леніна і золотої медалі «Серп і Молот».
Також нагороджений низкою медалей СРСР, нагрудним знаком мінвуглепрому Західних районів СРСР «Почесний шахтар» (03.11.1947). Визнавався «Найкращим наваловідбійником СРСР».